# Santa Cilia
Santa Cilia (aragónul Santa Cilia de Chaca) község Spanyolországban, Huesca tartományban. Santa Cilia Bailo, Puente la Reina de Jaca, Valle de Hecho, Jaca és Santa Cruz de la Serós községekkel határos. Lakosainak száma 244 fő (2024).

## Népesség
A település népessége az utóbbi években az alábbiak szerint változott:
| Lakosok száma | 177  | 199  | 193  | 207  | 201  | 225  | 229  | 240  | 254  | 244  |
|               | 2001 | 2004 | 2007 | 2009 | 2012 | 2014 | 2017 | 2019 | 2022 | 2024 |